# 細菌螢光素
細菌螢光素（英語：bacteriofluorescein），指二氫黃素單核甘酸的醛複合物（FMNH2·RCHO）。细菌荧光素在荧光素酶酶促氧化过程中可以发出可见光，这被认为是发光细菌活细胞内的发光原理。
细菌荧光素中的二氢黄素单核苷酸分子由细菌细胞内的黄素单核苷酸氧化还原酶 (NADH)（EC 1.5.1.42）在还原型烟酰胺腺嘌呤二核苷酸（NADH）存在的条件下，将黄素单核苷酸（FMN）还原产生。细菌荧光素中的二氢黄素单核苷酸（FMNH2）和长链脂肪醛（RCHO）可经荧光素酶在分子氧存在下分别氧化为黄素单核苷酸和长链脂肪酸，使得反应可持续进行。该过程的第二步可释放出λmax约为490nm的蓝绿色光。